# 奧托佩尼
奧托佩尼（羅馬尼亞語：Otopeni）是羅馬尼亞的城鎮，位於該國東南部，距離首都布加勒斯特12公里，由伊爾福夫縣負責管轄，面積31.60平方公里，海拔高度93米，2009年人口11,000，大多數居民信奉東正教。

## 外部連結
- http://www.otopeniro.ro/（页面存档备份，存于）